# Dar es-Salaam
Dar es-Salaam er den største by (4,364,541 indbyggere ifølge estimat fra 2012[kilde mangler]) og den administrative hovedstad i Tanzania. Byens navn betyder "fredshavnen".[kilde mangler] I praksis fungerer Dar es-Salaam som hovedstad, selv om Dodoma er hovedstad for den lovgivende og dømmende myndighed i Tanzania.

## Klima
| Vejr for Dar es Salaam, Tanzania                   | Vejr for Dar es Salaam, Tanzania | Vejr for Dar es Salaam, Tanzania | Vejr for Dar es Salaam, Tanzania | Vejr for Dar es Salaam, Tanzania | Vejr for Dar es Salaam, Tanzania | Vejr for Dar es Salaam, Tanzania | Vejr for Dar es Salaam, Tanzania | Vejr for Dar es Salaam, Tanzania | Vejr for Dar es Salaam, Tanzania | Vejr for Dar es Salaam, Tanzania | Vejr for Dar es Salaam, Tanzania | Vejr for Dar es Salaam, Tanzania | Vejr for Dar es Salaam, Tanzania |
|                                                    | Jan                              | Feb                              | Mar                              | Apr                              | Maj                              | Jun                              | Jul                              | Aug                              | Sep                              | Okt                              | Nov                              | Dec                              | År                               |
| -------------------------------------------------- | -------------------------------- | -------------------------------- | -------------------------------- | -------------------------------- | -------------------------------- | -------------------------------- | -------------------------------- | -------------------------------- | -------------------------------- | -------------------------------- | -------------------------------- | -------------------------------- | -------------------------------- |
| Gennemsnitlig maks °C                              | 31,8                             | 32,4                             | 32,1                             | 30,7                             | 29,8                             | 29,3                             | 28,9                             | 29,4                             | 30,3                             | 30,9                             | 31,4                             | 31,6                             | 30,7                             |
| Gennemsnitlig min °C                               | 23,5                             | 23,3                             | 22,8                             | 22,4                             | 21,3                             | 19,2                             | 18,2                             | 18,1                             | 18,4                             | 19,7                             | 21,3                             | 22,8                             | 20,9                             |
| Gennemsnitlig nedbør mm                            | 76,3                             | 54,9                             | 138,1                            | 254,2                            | 197,8                            | 42,9                             | 25,6                             | 24,1                             | 22,8                             | 69,3                             | 125,9                            | 117,8                            | 1,149                            |
| Kilde: World Meteorological Organization (engelsk) |                                  |                                  |                                  |                                  |                                  |                                  |                                  |                                  |                                  |                                  |                                  |                                  |                                  |